# Лонгли, Бернард
Его Высокопреосвященство архиепископ Бернард Лонгли (англ. Bernard Longley; род. 5 апреля 1955, Манчестер, Великобритания) — английский прелат Римско-католической церкви, девятый Архиепископ Бирмингема. Ранее вспомогательный епископ Вестминстера.

## Ранние годы
Бернард Лонгли родился в Манчестере. Учился в католической школе. Затем в Королевском Северном колледже музыки в Манчестере и в Новом Колледже в Оксфорде. 12 декабря 1981 года (25 лет), рукоположен в священники в архидиоцезе Арундела и Брайтона епископом Кормаком Мёрфи-О’Коннором, будущим Архиепископом Вестминстера (2000—2009).
Служил ассистентом пастыря в Эпсоме и капелланом в психиатрической больнице. В 1991 году назначен главой Комиссии по Христианскому Единству диоцеза Суррея, затем, в 1996 году экуминикальным офицером Конференции Католических Епископов Англии и Уэльса. С 1987 по 1996 читал догматическое богословие в семинарии Св. Джона в Гилфорде (ректором семинарии был Питер Смит). В 1999 году назначен модератором Комиссии по объединению Церквей Великобритании и Ирландии и помощником секретаря (Артура Роше) Конференции Католических Епископов Англии и Уэльса по вопросам экуменизма и взаимоотношений между религиями.

## Церковная карьера

### Епископ
4 января 2003 года (48 лет) Иоанн Павел II назначил ЛонглиТитулярным епископом Зарны и вспомогательным епископом Вестминстера. Церемонию епископальной хиротонии 24 января 2003 вел кардинал Кормак Мёрфи-О’Коннор и епископы Артур Роше и Киран Конри (англ. Kieran Conry).
В 2007 году Лонгли внес заметный вклад в организацию специальных служб для католиков-гомосекуалистов.
В 2009 году Лонгли координировал организацию Дня в Защиту Жизни в Великобритании и озвучил новую позицию Католической Церкви по отношению к самоубийцам:

«самоубийство — серьёзный грех, однако чтобы вполне осознавать, что такой поступок является грехом, человек должен быть психически здоровым. Когда человек совершает самоубийство, он, как правило, находится в таком смятении и отчаянии, что теряет контроль над собой — его сознание помрачено. Бог же не осуждает того, кто не ведает, что творит. Его милосердие бесконечно»

Лонгли является главой Пастырского Комитета диоцеза и отвечает за деканаты районов Лондона: Камдена, Хакни, Ислингтона, Марилебона, Тауэр-Хамлетса и Вестминстера. Он считается консерватором и приверженцем традиционной Божественной Литургии, которая была изменена после решения Второго Ватиканского собора в 1962 году с целью сделать католическую службу более доступной современным католикам. Лонгли известен, как «прирожденный дипломат».
В 2009 году имя Бернарда Лонгли упоминалась среди возможных претендентов на должность Архиепископа Вестминстера (глава католиков Англии и Уэльса). Однако Папа Бенедикт XVI назначил на это место Винсента Николса.

### Архиепископ Бирмингема
1 октября 2009 года Папа Бенедикт XVI объявил Лонгли девятым Архиепископом Бирмингема. 8 декабря 2009 (54 года) состоялась церемония интронизации На этом послу он сменил Винсента Николса, которого ранее перевели в Вестминстер.
Лонгли курирует процесс беатификации кардинала Джона Ньюмена, влиятельного церковного деятеля второй половины XIX века, который перешел из Церкви Англии в Римско-католическую Церковь. Торжества по случаю беатификации планируются на 19 сентября 2010 в Бирмингеме во время визита Папы Бенедикта XVI в Великобританию.